# WWSK
WWSK（94.3 FM）是位于纽约州苏福克郡史密斯敦的一个主流摇滚也流行音乐类型电台广播电台，工作室位于纽约州纳苏县法明代尔。由Connoisseur Media, LLC开办，发射功率2.6千瓦。

## 历史
1961年在巴比伦使用103.5 FM的电台WGLI-FM从巴比伦迁移到萨科赛斯湖。该电台的主人是一个位于长岛上的连锁店，此后它在巴比伦地区申请一个新的电台来取代103.5。WQMF就这样诞生了。通讯委员会的规定不允许同一拥有者在同一地区拥有信号重叠的电台。但是因为WFLI-FM的电线位于皇后區和納蘇縣边界495号州际公路的边上一座175英尺高的塔上，因此它的信号传不到巴比伦。
WQMF是第一家完全自动化的电台之一。它的设备是操纵它的工程师自己设计制造的。
1965年电台的呼号改为WTFM并获得允许把它的天线装到曼哈顿克萊斯勒大廈上，但是它的950英尺天线和94.3 FM的信号重叠，因此WGLI-FM迅速被出售给一家新泽西的广播公司，售价为九万美元，此后电台的呼号改为WGSM-FM。

### 1970年到1990年
这个状态维持到1970年，当年电台的天线转移到今天所在的位置。它的驻地也从巴比伦转移到史密斯敦。这个搬家完成后电台的呼号改为WCTO。电台播放轻音乐，获得极大的欢迎。

### 1990年到2010年
1990年6月电台的呼号改为WMJC，播放内容是轻音乐唱片。1994年他2被出售，从1994年到1996年开始播放摇滚乐。这个试验不成功，因此它开始和姊妹台WGSM同时播放乡村音乐。WMJC后来完全播放乡村音乐，而WGSM则成为迪士尼电台。2000年11月10日电台不再播放乡村音乐，开始播放1980和1990年代的摇滚乐。2007年电台开始播放针对40岁以上成年人的音乐。

### 2010年至今
2010年代中电台的听收率仅在1%左右。2010年10月19日电台呼号改为WIGX。11月5日下午4:30电台开始播放从1985年到2005年音乐、著名新闻和电视节目截载的拼凑。下午5点钟电台的节目改为X世代名曲，播放从1985年到2005年之间的名曲。但是这个节目方式也不成功。因此于2012年9月14日中午电台改播主流摇滚乐。此后不久电台的呼号也改为WWSK。